# Un chemin lointain
Pour plus de détails, voir Fiche technique et Distribution.
Un chemin lointain (遠い一本の道, Toi ippon no michi) est un film japonais réalisé par Sachiko Hidari, sorti en 1977.

## Synopsis
Des cheminots tentent de constituer un syndicat alors que l'automatisation du chemin de fer s'accélère.

## Fiche technique
- Titre : Un chemin lointain[1]
- Titre original : 遠い一本の道 (Toi ippon no michi?)
- Réalisation : Sachiko Hidari
- Scénario : Ken Miyamoto (ja)
- Photographie : Jun'ichi Segawa
- Montage : Keiichi Uraoka (ja)
- Production : Sachiko Hidari
- Société de production : Syndicat national des travailleurs du chemin de fer
- Pays de production :  Japon
- Langue originale : japonais
- Format : couleur — 1,85:1 — 35 mm
- Genre : drame
- Durée : 110 minutes[2]
- Dates de sortie :
  - Japon : 11 septembre 1977[2]
  - Allemagne : février 1978 (Berlinale)

## Distribution
- Sachiko Hidari
- Yoshie Ichige (ja)
- Hisashi Igawa
- Ōtaki Hideji
- Kazuko Imai
- Hōsei Komatsu
- Taiji Tonoyama
- Yoshio Yoshida

## Distinctions
Le film a été présenté en sélection officielle en compétition lors de Berlinale 1978.